# Іоб Одебрехт
Йоб Вільгельм Одебрехт (нім. Job Wilhelm Odebrecht; 25 лютого 1892, Кобленц — 20 листопада 1982, Бад-Гомбург) — німецький воєначальник, генерал зенітних військ люфтваффе. Кавалер Лицарського хреста Залізного хреста.

## Біографія

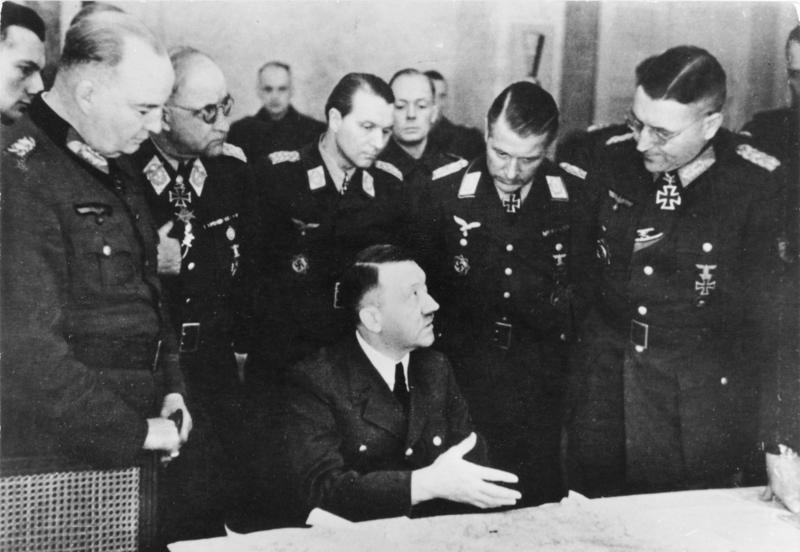
Оперативна нарада в штаб-квартирі групи армій «Вісла». Одебрехт — другий праворуч у першому ряду (3 березня 1945).

1 квітня 1909 року вступив у кайзерліхмаріне. Закінчив військово-морське училище в Мюрвіку (1911), піхотні, торпедні та артилерійські курси. Служив в частинах морської піхоти. З 2 червня 1913 року — ад'ютант і вахтовий офіцер транспорту «Меве». Учасник Першої світової війни, з 5 серпня 1914 року командував з'єднанням німецьких військ у Східній Африці, з 1 листопада 1915 року — командир пароплава «Гедвіга фон Віссман» (Східна Африка). 8 лютого 1916 року узятий в полон бельгійськими військами. У липні 1919 року перевезений до Швейцарії і у вересні звільнений. 29 січня 1920 року демобілізований.
З серпня 1919 по серпень 1920 року командував ротою 17-го добровольчого піхотного полку. 23 серпня 1920 року вступив у поліцію порядку. З 1 липня 1921 року — начальник поліції порядку Марієнбурга, з 1925 року служив в Берліні, з 1 березня 1927 року — начальник району в інспекції поліції порядку в Тіргартені (Берлін). З 1 червня 1929 року — інструктор поліцейського училища в Зенсбургу, з 18 березня 1933 року — ад'ютант в штабі поліцейської інспекції «Схід» (Кенігсберг). 4 липня 1935 року вступив на службу в зенітний дивізіон «Бранденбург».
1 серпня 1935 року переведений в люфтваффе. З 1 жовтня 1935 року — командир 1-го дивізіону 11-го зенітного полку (Кенігсберг), з 1 жовтня 1936 року — 71-го легкого зенітного дивізіону, з 1 жовтня 1937 року — 1-го дивізіону 34-го зенітного полку (Мюнстер). Після аншлюсу 1 квітня 1938 року призначений командиром 25-го, 15 листопада 1938 року — 8-го зенітного полку (обидва розміщувалися у Відні).
З 26 серпня 1939 року — командир 5-го, з 5 жовтня 1940 року — 6-го округу ППО. 1 вересня 1941 року призначений командиром 6-ї зенітної дивізії, з якою брав участь у військових діях на німецько-радянському фронті. Одночасно в жовтні-листопаді 1942 року заміщав командира авіапольової дивізії «Майндль». 16 листопада 1942 року призначений командиром 3-го авіапольового корпусу. 1 жовтня 1943 року корпус був перейменований в 2-й зенітний, і Одебрехт залишився його командиром. У травні 1945 року відвів свої війська на Захід і 8 травня здався англо-американським військам. 1 квітня 1946 року звільнений.

## Військові звання
- Морський кадет (1 квітня 1909)
- Фенріх-цур-зее (12 квітня 1910)
- Лейтенант-цур-зее (19 вересня 1912)
- Обер-лейтенант-цур-зее (30 липня 1919)
- Капітан-лейтенант запасу (29 січня 1920)
- Обер-лейтенант поліції (23 серпня 1920)
- Гауптман поліції (20 листопада 1920)
- Майор поліції (11 серпня 1929)
- Майор (1 серпня 1935)
- Оберст-лейтенант (1 вересня 1935)
- Оберст (1 жовтня 1937)
- Генерал-майор (1 червня 1939)
- Генерал-лейтенант (1 червня 1941)
- Генерал зенітних військ (1 грудня 1942)

## Нагороди
- Залізний хрест 2-го і 1-го класу
- Колоніальний знак
- Почесний хрест ветерана війни з мечами
- Медаль «За вислугу років у Вермахті» 4-го, 3-го, 2-го і 1-го класу (25 років)
- Медаль «У пам'ять 13 березня 1938 року»
- Медаль «У пам'ять 1 жовтня 1938» із застібкою «Празький град»
- Застібка до Залізного хреста
  - 2-го класу (19 травня 1940)
  - 1-го класу (1 липня 1940)
- Нагрудний знак «За поранення» в чорному (4 липня 1940)
- Нагрудний знак зенітної артилерії люфтваффе (31 жовтня 1941)
- Німецький хрест в золоті (20 жовтня 1942)
- Лицарський хрест Залізного хреста (5 лютого 1944)